# Kloster Heiligenbronn

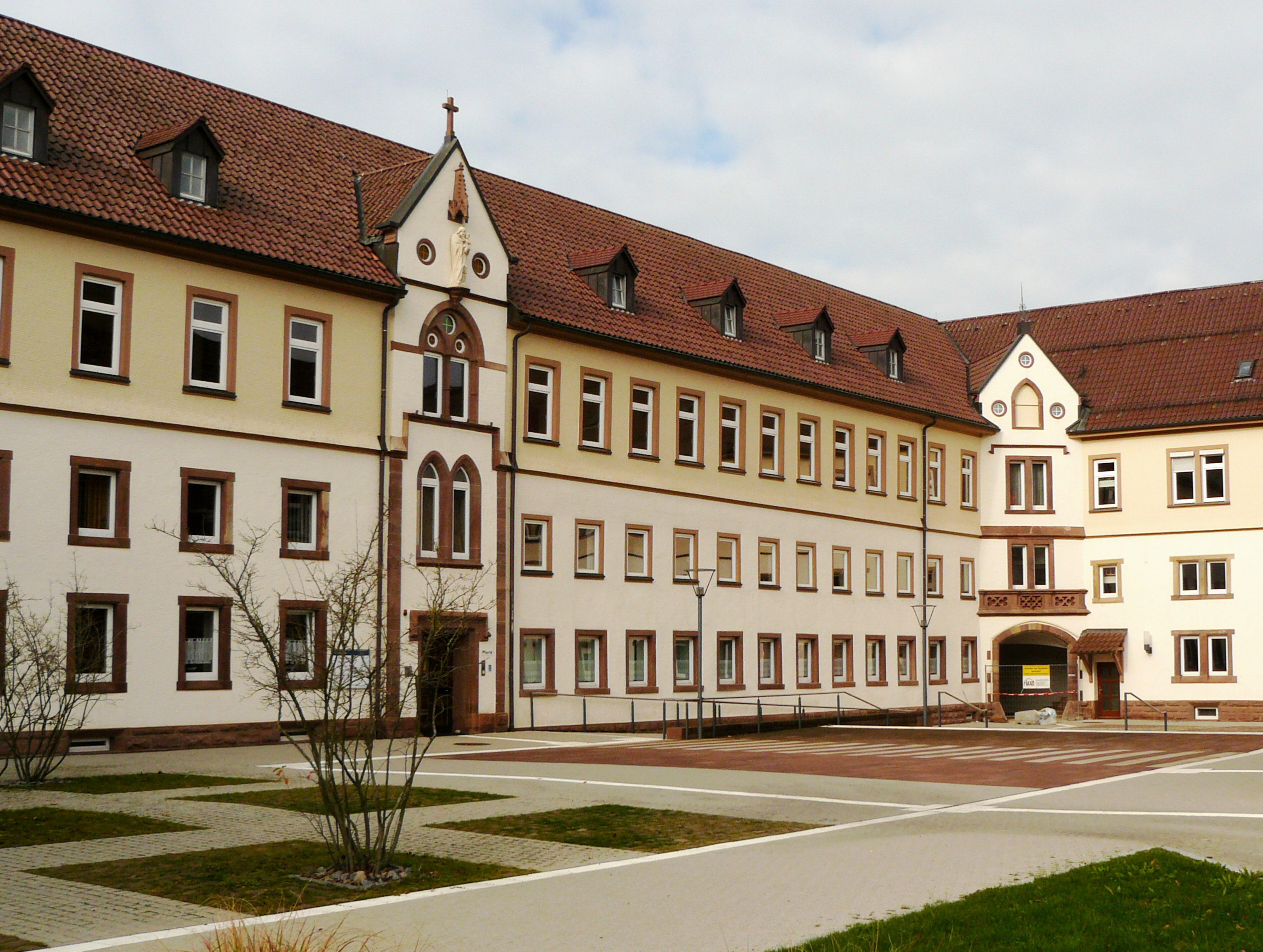
Kloster Heiligenbronn – Klosterhof

Das Kloster Heiligenbronn in Heiligenbronn, einem Stadtteil von Schramberg im Landkreis Rottweil, ist ein Konvent der Franziskanerinnen im Schwarzwald. Das Kloster steht an der Stelle einer seit dem 14. Jahrhundert bekannten Heilquelle und Wallfahrtskirche. Es widmete sich ganz besonders der Erziehung und Förderung sozial benachteiligter Kinder. Schon 1860 nahm das Kloster das erste gehörlose Mädchen auf. 1868 eröffnete das Kloster bereits ein Blindenheim. Der gleichnamige Ort um die Klosteranlage liegt an der Verbindungsstraße von Sulgen nach Waldmössingen.

## Heilquelle und Wallfahrtsort

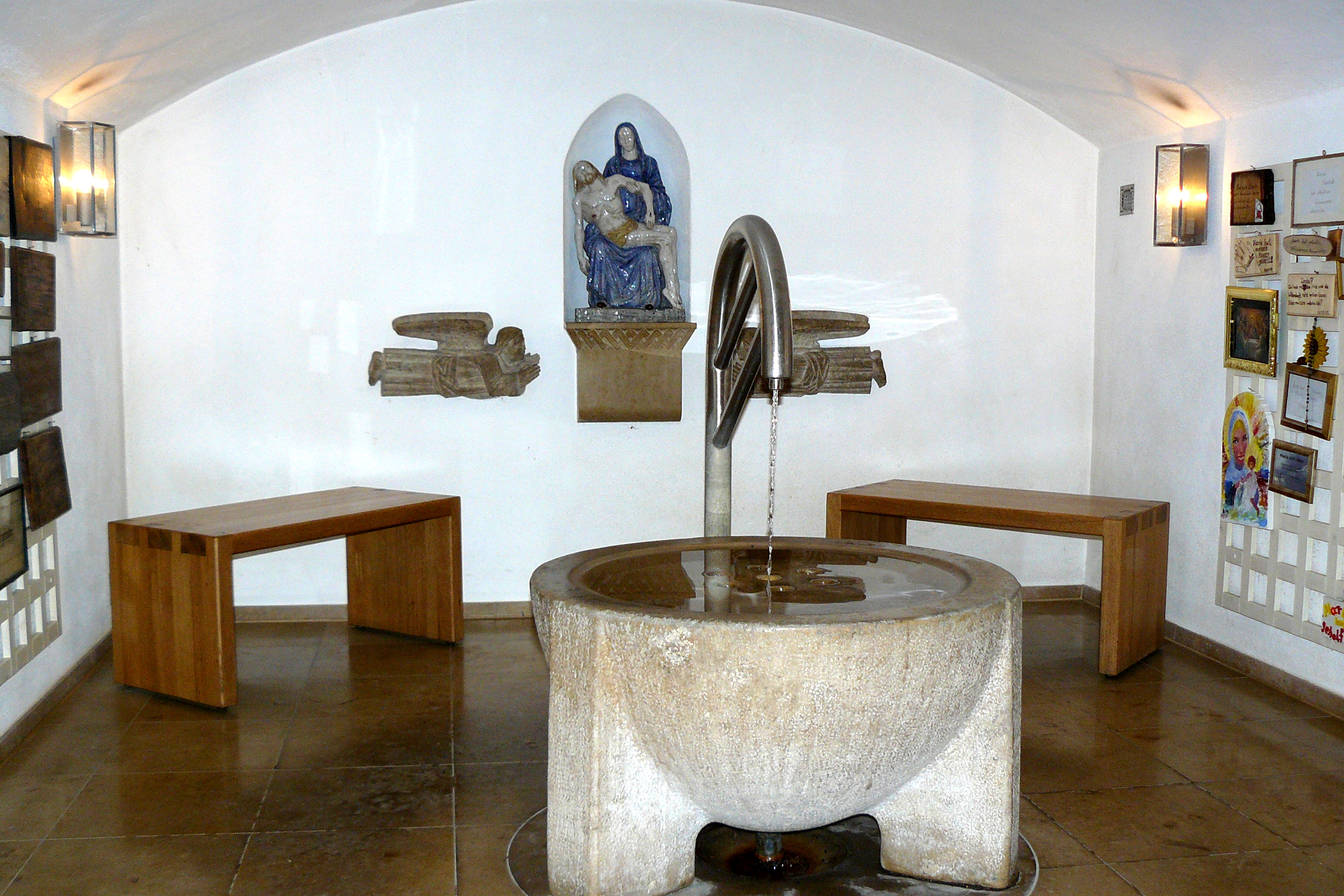
Die Heilquelle

Im 14. Jahrhundert wurde am heutigen Standort des Klosters eine der Legende nach heilbringende Quelle errichtet.
Legende: „Ein Hirte mit wunden Füßen weidete in der Lichtenau am Eingang des Schwarzwaldes seine Herde. Seine Füße brannten und er fand eine Quelle, darin er sie baden wollte. In der Quelle erblickte er das Gesicht der Schmerzhaften Mutter Gottes. Als er seine Füße aus dem Wasser hob, waren sie heil und gesund. Eine blinde Frau, die ihre Augen in der Quelle wusch, wurde sehend.“
Erstmals urkundlich erwähnt wurde die Quelle 1385, als der Franziskaner-Terziar Konrad ein Stück Land in der Gemarkung Waldmössingen kaufte. Dieselbe Quelle nennt Heiligenbronn als den Ort, an dem Konrad wohnte.
Bald wurde die Quelle zum Wallfahrtsort; die Wallfahrer errichteten dort Mitte des 15. Jahrhunderts eine kleine Marienkapelle, in der das heute noch zu sehende Gnadenbild aufgestellt wurde. 1442 wurde auf dem Klosterhof ein Bildstock errichtet, der an den Tod eines Kindes erinnert, das in der Menge der vielleicht 5000 bis 6000 Wallfahrenden erdrückt wurde. Später wurde ein Wohn- und Pilgerhaus errichtet, das 1463/64 von Elisabeth von Rechberg, der Ehefrau des Hans von Rechberg, einer geborenen Gräfin von Werdenberg-Sargans gestiftet wurde; daraufhin errichteten Franziskaner ein kleines Kloster (Hospiz), das zum Franziskanerkloster Villingen gehörte. Schon bald wurde auch eine größere Kirche gebaut.
Nach zwei Pestepidemien und abnehmenden Einnahmen aus den Wallfahrten zogen sich die Franziskaner um 1532 wieder nach Villingen zurück. 1547/51 erwarb Rochus Merz von Staffelfelden gemeinsam mit der Herrschaft Schramberg den Wallfahrtsort. Das Gnadenbild wurde wieder aufgestellt, Heiligenbronn wurde zu einem Ort der Gegenreformation. Im Laufe des Dreißigjährigen Kriegs wurde das Gnadenbild nach Oberndorf am Neckar verbracht, kehrte aber bereits 1637 nach Heiligenbronn zurück. Erst um 1700 nahm die Pilgerzahl wieder zu, und eine neue Kapelle wurde errichtet. Die Herrschaft befand sich nun im Besitz der Freiherren von Bissingen-Nippenburg.
Anfang des 19. Jahrhunderts machte sich der Generalvikar der Konstanzer Diözese, Ignaz Heinrich von Wessenberg, zum Wortführer einer aufgeklärten Theologie, die Wunderglauben und Wallfahren ablehnte. 1821 bis 1823 wurde die Wallfahrtskirche im Zuge der Aufklärung geschlossen. Das Engagement der Heiligenbronner Bürger für eine eigene pastorale Versorgung in ihrer Gemeinde führte 1855 zur Entscheidung, einen eigenen Vikar für den Ort zu berufen.

## Geschichte des Klosters

### Klostergründung und -ausbau
Mitte 1855 kam mit David Fuchs der erste Vikar nach Heiligenbronn und blieb bis zu seinem Tod 1885. Er gilt als Gründer des Franziskanerinnenklosters und der „Rettungsanstalt“ für benachteiligte und behinderte Kinder, zunächst vor allem für Mädchen. Mit „unverschämtem Gottvertrauen“ sorgte er für den Aufbau von Kloster, Schulen und Heimen und den Neubau der Wallfahrtskirche 1873. Im Jahr 1856 begann er mit der Errichtung eines Hauses nahe der Quelle, das als Waisenhaus unter der Leitung von Schwestern des dritten Ordens der Franziskanerinnen genutzt werden sollte. Im Frühjahr 1857 kamen die ersten fünf Kandidatinnen, die von einer Schwester aus Dillingen an der Donau ins klösterliche Leben eingeführt wurden. Am 9. September 1857 fand die Einkleidung statt, bereits eine Woche darauf wurden die ersten vier Waisenkinder aufgenommen. Schon bald kamen gehörlose und blinde Kinder zur Pflege hinzu. In den Folgejahren stieg die Zahl der Kinder stetig, 1864 lebten in Heiligenbronn 19 Schwestern und 79 Kinder, 1871 bereits 32 Schwestern, 16 Kandidatinnen, 68 Waisenkinder, 42 Taubstumme und 10 Blinde, also insgesamt 168 Personen. Am 16. Mai 1877 besuchte Königin Olga von Württemberg die Gründung.
Im Jahr 1900 lebten im Kloster 400 Personen (gegenüber 209 Einwohnern des Dorfes), 1935 hatte die Gemeinschaft den Höchststand von 323 Professschwestern. In der Folgezeit bildeten sich zahlreiche Tochterhäuser.
Die bedeutendsten unter ihnen waren:
- 1891 Knabenheim St. Antonius in Waldachtal – Heiligenbronn (bei Horb)
- 1903 Kinderheim St. Josef in Baindt (bei Ravensburg), sog. Piuspflege, der Lage wegen auch das „Paradies“
- 1914 Säuglingsheim St. Josef in Neuhausen auf den Fildern (=> Kinderheim)
- 1929 Freudenstadt – Kurhaus St. Elisabeth (Einweihung 1930)
- 1947 Schloss Roseck/Unterjesingen bei Tübingen mit dem späteren Filialhaus (Schenkung).

Darüber hinaus gibt es zahlreiche kleinere Filialhäuser:
- 1951 Sulgen bei Schramberg
- Europäischer Hof in Stuttgart – Niederlassung der Kongregation, 1944 abgebrannt
- (Riedlingen => )Rottweil – Franziskanerstudienheim, heute Haus St. Antonius
- Ahldorf (Kreis Freudenstadt)
- Börstingen (Kreis Tübingen)
- 1945 Lützenhardt (Kreis Freudenstadt)
- Heuchlingen bei Schwäbisch Gmünds
- 1958 (1858–1860) Balgheim (Kreis Tuttlingen) – Erziehungshaus für verwahrloste Kinder
- Birnau-Maurach bei Überlingen – Zisterzienserpension

### Erster und Zweiter Weltkrieg/NS-Zeit

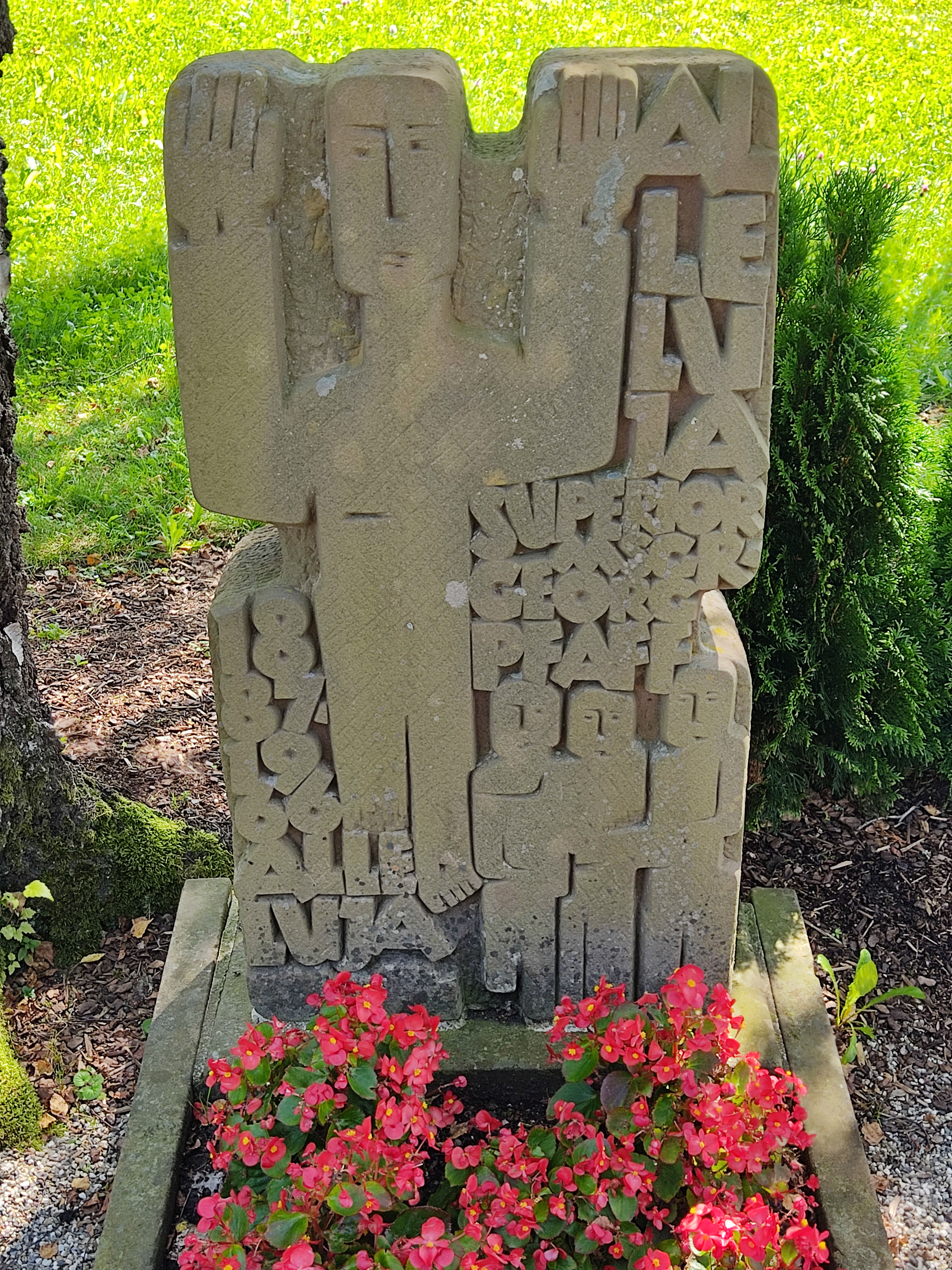
Grab von Superior Georg Pfaff (1887–1966) – Schwesternfriedhof

Während des Ersten Weltkriegs wurde im neuen Flügel des Gehörlosenheimes ein Lazarett oder Soldatengenesungsheim unter Leitung von Carl Stierle einquartiert, zu Beginn des Zweiten Weltkriegs wurde das Exerzitienhaus bis 1943 zur Unterbringung bei Junghans dienstverpflichteter „Arbeitmaiden“ genutzt. Nach deren Abberufung 1943 eröffnete die Stadt Schramberg darin ein Altersheim. Anschließend zog das Canisiushaus Schwäbisch Gmünd in den größten Teil des Gehörlosenheims. Als das Knabenheim St. Antonius als Wehrertüchtigungslager beschlagnahmt wurde, nahm das Mutterhaus auch die 40 Jungen, die in ein HJ-Lager auf dem Heuberg verbracht werden sollten, in Heiligenbronn auf. Nach der Auflösung des Wehrertüchtigungslagers nahm St. Antonius erholungsbedürftige Kinder der Paulinenpflege Stuttgart auf. Erst 1946 konnte St. Antonius wieder bezogen werden.
In Heiligenbronn fanden zusätzlich Evakuierte aus Pirmasens, Essen und Düsseldorf Unterkunft.
Am 28. Juli und 2. August 1936 brach in Heiligenbronn ein Großfeuer aus, das die Wiederherstellung der Ökonomieräume und Angestelltenwohnungen notwendig machte.
Die anderen Filialhäuser waren ebenfalls vom Krieg betroffen: Das Kurhaus St. Elisabeth nahm Soldaten auf und wurde Privat- und Versorgungskrankenhaus. Das Säuglingsheim Neuhausen wurde Zweigstelle des Olgaspitals Stuttgart, St. Josef in Baindt wurde zur Einquartierung beschlagnahmt und musste die Piuspflege räumen, die Zisterziensermönche in Birnau wurden 1941 des Hauses verwiesen. Der Europäische Hof in Stuttgart brannte am 26. Juli 1944 nieder.
Seit 1942 bis zur Nachkriegszeit fand keine Einkleidung neu eingetretener Schwestern mehr statt.
Bei dem Rückzug deutscher Truppen aufgrund der vorrückenden alliierten Soldaten hinterließen SS-Soldaten im Klostervorhof als Provokation einen mit Granaten gefüllten, fahruntüchtig gemachten Panzer. Nach dem Krieg entfernte der Deißlinger Schrotthändler Erwin Christian Schuler unter höchster Lebensgefahr die Granaten und verschrottete den Panzer.
Trotzdem blickte das Kloster dankbar auf die Kriegsjahre zurück, weil es nicht durch Bomben zerstört oder aufgelöst wurde. Eine Votivtafel beim Heiligen Brunnen bringt dies mit den Worten zum Ausdruck: „Heiligtum und Heimat blieben uns in all den Kriegsjahren erhalten durch deinen mächtigen Schutz, liebe Gnadenmutter. Unsere Weihe an dein unbeflecktes Herz vom 17. Oktober 1943 blieb nicht ohne Antwort. Nimm ewigen Dank dafür ! Heiligenbronn, den 20. April 1945“. 1943 hatten sich alle Gemeinden der Diözese Rottenburg feierlich unter den Schutz Mariens gestellt (Marienweihe 1943).

### Zwangssterilisationen
Es sind mindestens 34 Fälle von Zwangssterilisation im Rahmen des nationalsozialistischen Eugenikprogramms belegt, denen Schüler der Blinden-, Gehörlosen- und Mädchenschule der Schwestern 1937 und 1938 unterzogen wurden; insgesamt lebten damals etwa 450 behinderte Menschen in den Einrichtungen. Die Sterilisationen fanden am Bezirkskrankenhaus in Rottweil und in Schramberg statt; mindestens zwei Bewohner der Einrichtungen wurden ermordet. Nach den Forschungen von Historikern setzte sich die Klosterleitung für ihre Bewohner ein, weil die Zwangssterilisation „nicht vereinbar mit dem Glauben“ gewesen sei.
Der Rottenburger Bischof Joannes Baptista Sproll hatte am 9. Januar 1934 eine Anweisung an die Pfarrämter erteilt, die auch die Klosterleitung bekam, dass nach katholischer Lehre weder die freiwillige noch die Zwangssterilisierung erlaubt sei: „Gemäß den Weisungen des Heiligen Vaters erinnern wir daran: Es ist nicht erlaubt, sich selbst zur Sterilisierung zu stellen oder Antrag zu stellen auf Sterilisierung eines anderen Menschen. Das ist Lehre der katholischen Kirche.“ Er berief sich dabei auf die Enzyklika Papst Pius’ XI. Casti connubii vom 31. Dezember 1930 über die Ehe. Das Bischöfliche Ordinariat erteilte allerdings mit Anweisung vom 15. Februar 1935 den Rat, keinen Widerstand zu leisten, sondern sich zu fügen, wenn ein Urteil die Sterilisierung verfügte.

## Nachkriegszeit

### Entwicklung nach 1945
Nach 1945 wurden in Heiligenbronn französische Kinder zwangseinquartiert. St. Elisabeth in Freudenstadt war weiterhin Hilfskrankenhaus und das städtische Altersheim wurde als Heim für ältere Blinde weitergeführt. Für die Qualifizierung der Kandidatinnen zur Lehrerin der Behinderten wurde ein kleines Seminar eingerichtet, von 1946 bis 1951 die Kirche renoviert und umgestaltet und 1955 ein Gehörlosenkindergarten eröffnet. 1968 erhielt das Kloster eine Blindenschreibmaschine und Blinde wurden – neben anderen Berufen – auch zum Stenotypisten und als Telefonist ausgebildet. Die Blindenschule erhielt 1971 außerdem eine Erweiterung zur Schule für Sehbehinderte. Im Zuge des Sportstättenbaus erhielt Heiligenbronn eine moderne Turnhalle und ein Lehrschwimmbecken. 1965 wurde für die Schwestern im Erdgeschoss eine Hauskapelle in Stahlbeton (Architekt Gerold Reutter, Wernau (Neckar)) errichtet. Sie erhält Farbfenster nach den Entwürfen von Siegfried Haas. und einen Kreuzweg in der Vorhalle. Altarkreuz und Tabernakel gestaltete Otto Habel, Leinfelden-Echterdingen, Weihwasserbecken, Altar und Ambo Alfred Appenzeller.
Seit den 1960er Jahren wurden kleinere Schwesternstationen geschlossen.

### Heimkinderzeit (1949–1975)
In den Jahren nach dem Zweiten Weltkrieg kam es laut Angaben der Ordensgemeinschaft auch in Einrichtungen der Franziskanerinnen von Heiligenbronn und der Stiftung St. Franziskus „aufgrund von Verfehlungen Einzelner“ zu Leid und Unrecht, Gewalt- oder Missbrauchserfahrungen von Heimkindern; eine Zahl betroffener Kinder wurde nicht angegeben. Nachdem die Aufarbeitungen des Unrechts an Heimkindern in der Bundesrepublik Deutschland u. a. durch einen 2008 von der Bundesregierung eingerichteten Runden Tisch Heimerziehung in den 50er und 60er Jahren gefordert wurden, bekannten sich ab etwa 2017 auch das Kloster Heiligenbronn und die Stiftung St. Franziskus zu ihrer Verantwortung für Gewalt- oder Missbrauchserfahrungen ehemaliger Kinder und Jugendlicher in der Heimerziehung nach dem Zweiten Weltkrieg; in einer undatierten Erklärung hieß es: „Die Schwestern und die Stiftung St. Franziskus bedauern zutiefst etwaige Verfehlungen und bitten die Betroffenen um Verzeihung“; angeboten wurden Unterstützung bei Antragstellung, Aktenrecherche und seelsorgerische Arbeit zur Aufarbeitung der Geschehnisse. 2016 trat für die Stiftung St. Franziskus ein institutionelles Schutzkonzept in Kraft, mit dem etwaige Gewalt- oder Missbrauchstaten präventiv verhindert werden sollen.

## Ordensobere

### Vorsteher des Klosters

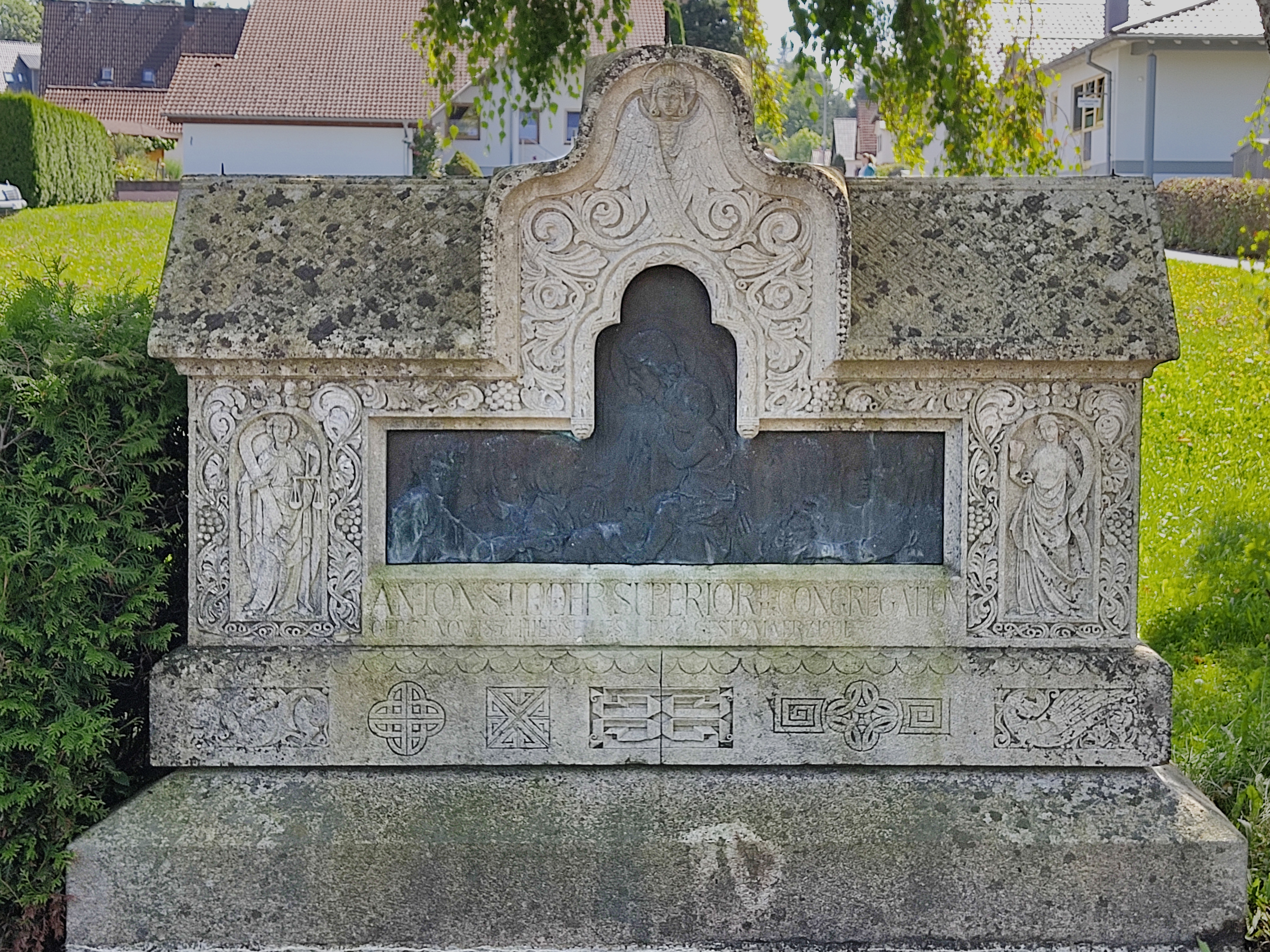
Grabmal Superior Anton Stöhr mit dem Relief „Jesus der Kinderfreund“ – Schwesternfriedhof

- 1857–1885: David Fuchs (* 2. April 1825 Bihlafingen – † 5. Dez. 1885 Heiligenbronn) – Klostergründer (beigesetzt auf dem Dorffriedhof)
- 1885–1901: Anton Stöhr – Superior (beigesetzt auf dem Schwesternfriedhof)
- 1901–1929: Josef Göser – Superior
- 1929–1937: Alfred Göser – Superior
- 1937–1958: Georg Pfaff – Superior, Monsignore
- 1958–1984: Richard Selig – Superior, Monsignore (* 1918 † 1992)
- 1984–1996: Peter Schmid – Superior (* 1942), Domkapitular
- 1996–1998: Albrecht Zepf – Superior
- seit 1998: Rolf Oster – Superior

### Generaloberinnen
- Mutter Maria Elisabeth Glöckler (1858–1864) (* Hausen ob  Urspring 2. Januar 1824, † Kloster Heiligenbronn 7.1.1864)
- Mutter M. Franziska Glöckler (1864–1890) (* Hausen ob  Urspring 11. September 1829, † Kloster Heiligenbronn Mai 1890)
- Mutter M. Salesia Wörz, Generaloberin (1890–1908)
- Mutter M. Antonia Zorell (1908–1914)
- Mutter M. Bonifatia Endrich (1914–1926)
- Mutter M. Majella Ruf (1926–1932)
- Mutter M. Richarda Munding (1932–1943)
- Mutter M. Siena Mattes (1943–1955)
- Mutter M. Roswitha Schnitzer (1955–1967)
- Mutter M. Andrea Grupp (1967–1979)
- Mutter M. Bonaventura Hauser (1979–1991)
- Mutter M. Franziska Teufel (1991–)
- Mutter M. Judith (2002–)

## Stiftung St. Franziskus Heiligenbronn
Da die Anforderungen an die Pflege ständig stiegen, die Zahl der Schwestern aber abnahm, wurde im Jahr 1991 unter Verzicht auf den gesamten Besitz an Grund und Gebäuden und der den Schwestern zustehenden Altersversorgung als Lehrerinnen zugunsten einer lebens- und entscheidungsfähigen Stiftung die Stiftung St. Franziskus Heiligenbronn ins Leben gerufen, die als Träger der Jugend-, Behinderten- und Altenhilfe die Aufgaben des Klosters fortführt.

## Die Gnadenkapelle

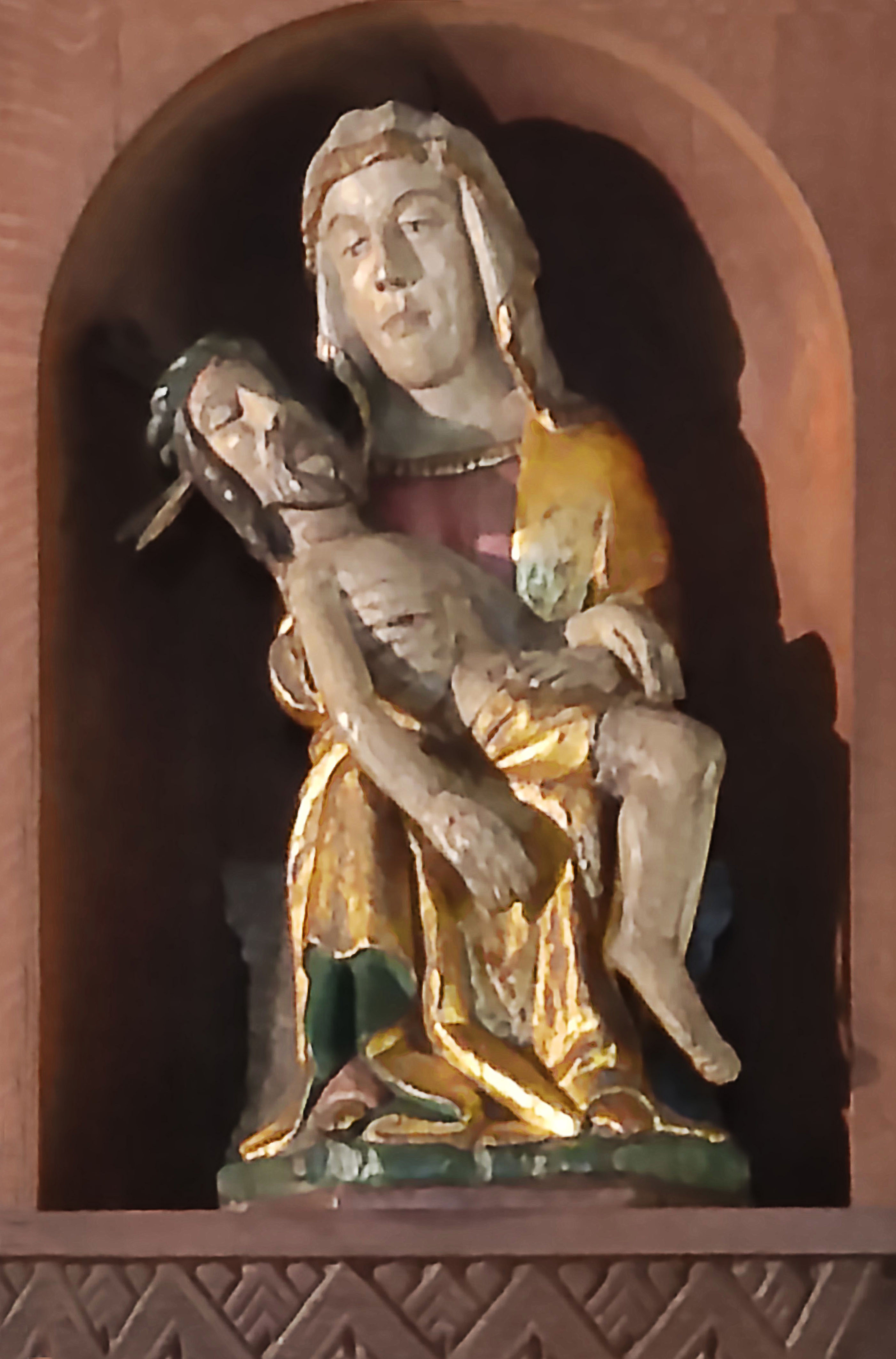
Gnadenbild von Heiligenbronn (14. Jahrhundert)

Eine Gnadenkapelle wurde bereits im 14. Jahrhundert errichtet. Der heutige Bau ist jedoch Teil der 1873 nach den Blitzschlägen vom 3. Juli 1868 und 1869 neu errichteten Wallfahrtskirche St. Gallus, die am 7. Juli 1873 durch Bischof Carl Joseph Hefele geweiht wurde.  Sie entstand seitlich der Kirche zu Ehren der Schmerzensmutter. Unter der Leitung von  Superior Pfaff erhielt sie ihre Ausgestaltung. Im Mittelpunkt steht die aus dem 14. Jahrhundert stammende, aus Holz geschnitzte Pietà mit der Darstellung der um den verstorbenen Sohn trauernden Maria. Sie wurde 1938 aus Anlass der Einweihung des Altars des Bildhauers Karl Rieber  vom Seitenaltar in die Gnadenkapelle überführt. Unterhalb der Pieta rechts und links in den Seitenteilen des hölzernen Altars sind Schmerzensszenen dargestellt: Die Flucht nach Ägypten und die Begegnung am Kreuzweg. Oben ist die Kreuzigungsgruppe zu sehen.
Die Kapelle ist mit Wandmalereien des gehörlosen Kirchenmalers Paul Hirt ausgeschmückt, der selbst die Anstalt besucht hatte.
An der Rückwand über dem Ausgangsportal ist in einem Fresko die Ortslegende dargestellt. Es enthält unter anderem eine Darstellung des Gnadenbildes, umschwebt von Engeln. Darunter entspringt die heilige Quelle. In ihr badet der Hirte seinen kranken Fuß. Die sehend gewordene Frau kniet gegenüber. Von Engeln geleitete Gruppen nahen zum Mariengruß: Franziskanerinnen, Männer, ein Bischof – vielleicht Joannes Baptista Sproll –, der fürbittend an die Mutter Gottes herantritt, und eine Mutter, die ihr krankes Kind zum Altar trägt.
Unterhalb der Gnadenkapelle entspringt die Quelle. Der Raum wirkt wie eine Krypta, auch hier die Mater Dolorosa, umrahmt von wuchtigen Engeln. Die Quelle selbst ist von einem Bündel dreier der Eschach nahen Quellen gespeist. Der aus Kalkstein gearbeitete Gnadenbrunnen ist ein Werk des Bildhauers Willi Bucher aus Fridingen (2003).
Eine zweite, ältere Quellfassung ist behindertengerecht über den Garten der Sinne erreichbar und wirkt ebenfalls wie eine Krypta.

## Die Wallfahrtskirche St. Gallus

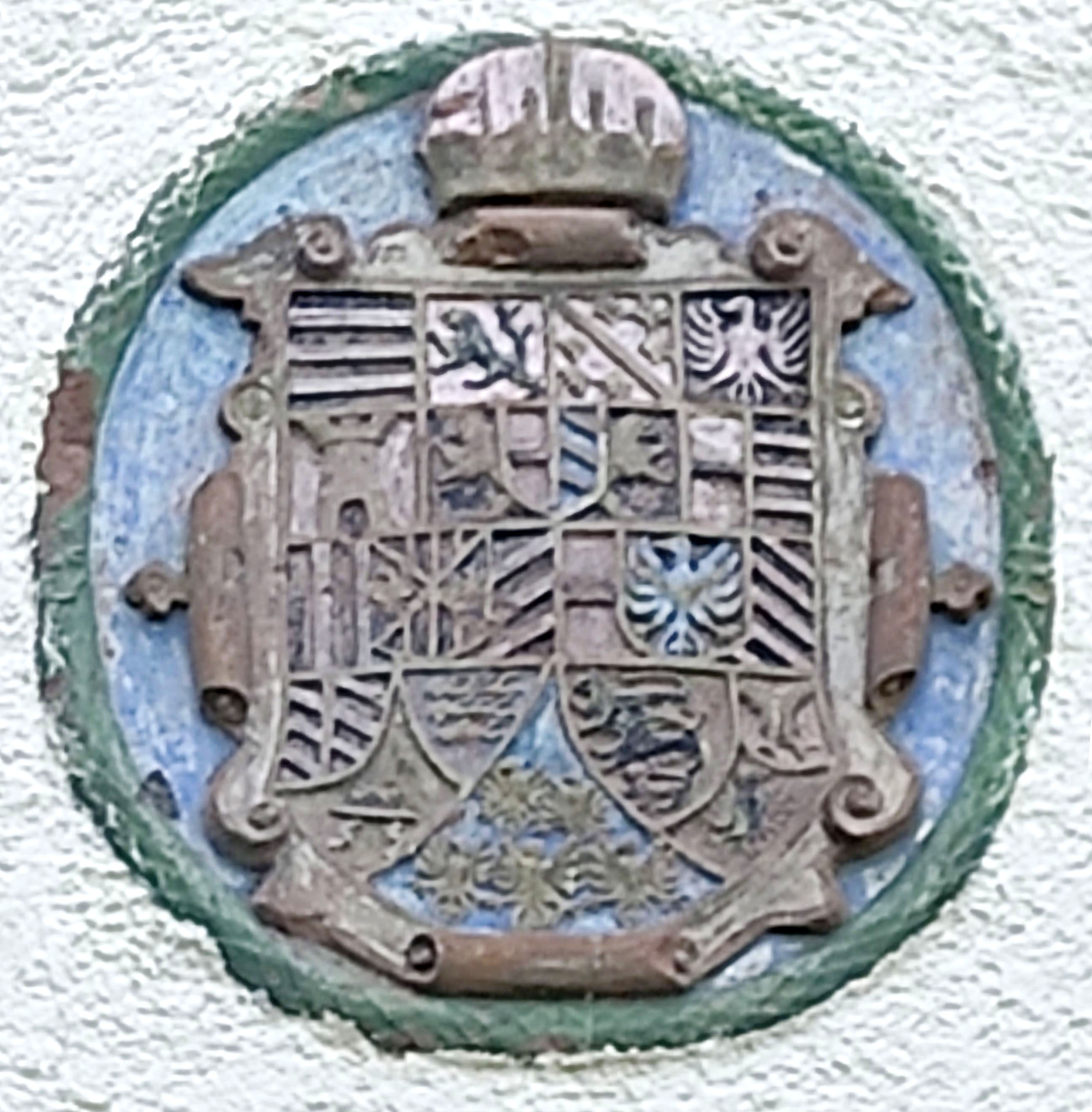
Leopoldswappen

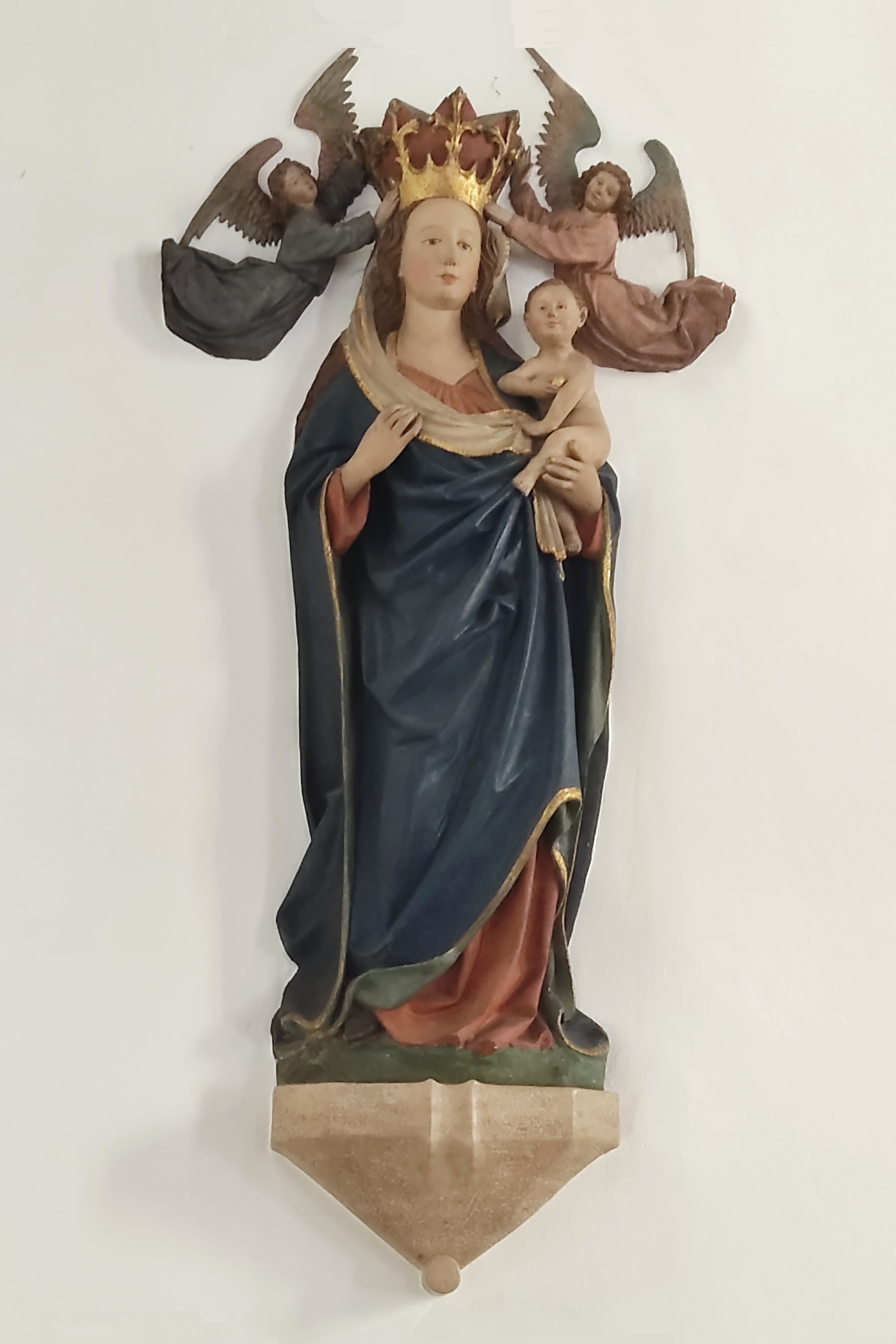
St. Gallus Heiligenbronn, Madonna aus dem Kloster Urspring, Ulmer Schule um 1480

Die älteste Ansicht von Heiligenbronn findet sich auf der Pürschgerichtskarte des David Rötlin. Doch diese ältere Wallfahrtskirche kam beim Brand des Heilgenbronner Maierhofs 1621 zu Schaden. In der Folge ließ der österreichische Obervogt von Hohenschramberg die Gebäude nicht nur wiederaufbauen, sondern erweitern. Man baute eine Wallfahrtskirche direkt über der Quelle des „Heiligen Brunnens“. Aus dieser Zeit stammt das Leopoldswappen auf der Ostwand des Klostergebäudes, das Wappen des Erzherzogs Leopold V. von Österreich. Nachdem die barocke Brunnenkapelle, die 1623 dem Hl. Gallus geweiht worden war, wohl durch Blitzeinschläge 1868/1869 zerstört wurde, entstand 1871–1873 unter dem Rottweiler Architekten Johann Baptist Hetzinger der Neubau in neugotischem Stil. Aus dieser Zeit sind der Spitzbogen und die Holzdecke der Halle erhalten. Sie birgt gleich zwei ältere, wertvolle Skulpturen: die gekrönte Maria von Hans Multscher bzw. zumindest der sog. Ulmer Schule (um 1480), links vor dem Altarraum und das mächtige hölzerne Kruzifix des Bildhauers Jörg Zürn d. Ä. (1583-1635/36) über dem Altar. Nach neueren Ergebnissen stammt das Kruzifix wahrscheinlich vom Sohn des Bildhauers Martin Zürn.
1946 bis 1951 wurde die Kirche grundlegend renoviert und umgestaltet.
Die große Abendmahlsdarstellung im Chorraum ist ein Werk des in München arbeitenden Karl Rieber aus Unlingen (1949), ebenso die Holzplastik Heiliger Josef mit Christuskind (1950), der auch den Altar der Gnadenkapelle entwarf. Altar, Ambo und Tabernakel der Kirche sind Werke von Willi Bucher (2003).
In der Kriegergedächtniskapelle der Wallfahrtskirche für die Toten der beiden Weltkriege wird eine Reliquie des Katakombenheiligen Benignus aufbewahrt, die im 18. Jahrhundert aus Rom nach Kloster Wiblingen gelangt war. Das Gewand aus Paramentenstoff ist eine Arbeit der Heiligenbronner Schwestern. Das Gedenken an die auf dem Verzeichnis der Kriegstoten Aufgeführten fördern eine Pietà des peruanischen Künstlers Raol Castro Rios (1990) und der Bibelvers Gott wird abwischen alle Tränen von ihren Augen (Jes 25,8 ).
Eine Besonderheit in der Klosterkirche St. Gallus ist eine Dachbodenorgel der Gebr. Späth Orgelbau aus Ennetach-Mengen aus dem Jahr 1929.

## Blindenwerkstätten – Korb- und Bürstenmacherei
Seit mehr als 130 Jahren arbeiten Blinde, Sehbehinderte und Hörgeschädigte in den Blindenwerkstätten. Früher wurden hier auch Strick- und Häkelwaren, Stroh- und Schuhflechtarbeiten sowie Seile hergestellt. Bis heute hat sich die Korb- und Bürstenmacherei erhalten.

## Heiligenbronner „Zwetschgenmarkt“
In nächster Nähe zum Fest Mariä Geburt am Samstag nach oder vor dem Fest (8. Sept.) wird der heute „Zwetschgenmarkt“ genannte Krämermarkt gefeiert, dessen Entstehung auf das letzte Drittel des 15. Jh. datiert wird. Mit dem Markt wird also eine über 500 Jahre alte Tradition gepflegt. Der heutige Name – im 19. Jh. wird er auch als Birnenmarkt bezeichnet – scheint jünger zu sein. Auf jeden Fall gibt es vor Ort keine ausgeprägte Zwetschgenobstkultur. Er umfasst alle innerdörflichen Straßen und auf der angrenzenden Wiese wird im großen Festzelt gefeiert.